# 长梗紫菀
长梗紫菀（学名：Aster dolichopodus）为菊科紫菀属的植物，是中国的特有植物。分布于中国大陆的四川等地，生长于海拔2,400米至3,200米的地区，多生长在沟边、低山草坡或路旁，目前尚未由人工引种栽培。

## 异名
- Aster lolichopodus Ling